# 紫醉金迷
《紫醉金迷》（英語：Velvet Goldmine）是一部1998年上映的英國劇情片，托迪·希恩斯編劇兼導演，背景設置在華麗搖滾風行英倫的1970年代初，內容講述一個虛構的流行巨星布萊恩‧史萊德的故事。珊蒂·鮑威爾憑此片獲得英國電影學院獎最佳服裝設計並提名奧斯卡最佳服裝設計獎。電影採用非線性結構來交織敍述片中的諸多角色。

## 劇情概要
靈感源自華麗搖滾殿堂人物大衛·寶兒及伊基·波普曖昧關係及成名經過。瘋魔搖滾樂手布萊恩‧史萊德在一次演唱會失誤後消聲匿跡，1984年，一位英國記者要撰寫一篇關於紅人布萊恩失蹤之迷的文章，明查暗訪下，發現他與妻子及紅搖滾樂手柯特‧懷德的三角錯綜關係，還有他們的花花世界......

## 主要角色
- 珍娜·麥提爾 作為 旁白
- 尊立頓·麥亞斯 飾 Brian Slade
- 基斯頓·比爾 飾 Arthur Stuart
- 伊雲·麥葵格 飾 Curt Wild
- 東妮·歌莉蒂 飾 Mandy Slade
- 埃迪·伊札德 飾 Jerry Devine
- 米柯·威斯摩蘭 飾 Jack Fairy
- 艾萊斯泰·甘明 飾 Tommy Stone
- 艾蜜莉·吳芙（英语：Emily Woof） 飾 Shannon
- 約瑟夫·比亞堤（英语：Joseph Beattie） 飾 Cooper
- 米高·菲斯（英语：Michael Feast） 飾 Cecil
- 林賽·肯普（英语：Lindsay Kemp） 飾 Pantomime Dame

## 影音光碟發行
《紫醉金迷》於華語世界僅有香港發行過影音製品：
- 海岸錄影（英语：Ocean Shores Video）於1999年12月1日推出繁體中文，[3]現已絕版。
- 海岸錄影於2002年6月21日推出全區碼，[4]備有繁體中文和簡體中文兩條字幕，現已絕版。

## 擴展閱讀
- Padva, Gilad. Claiming Lost Gay Youth, Embracing Femininostalgia: Todd Haynes's Dottie Gets Spanked and Velvet Goldmine. In Padva, Gilad, Queer Nostalgia in Cinema and Pop Culture, pp. 72–97 (Palgrave Macmillan, 2014, ISBN 978-1-137-26633-0)

## 外部連結
- 官方网站
- 互联网电影数据库（IMDb）上《紫醉金迷》的资料（英文）
- AllMovie上《紫醉金迷》的资料（英文）
- Box Office Mojo上《紫醉金迷》的資料（英文）
- 爛番茄上《紫醉金迷》的資料（英文）
- Review of Velvet Goldmine Original Soundtrack () from AllMusic
- Varda the Message, a trivia site mentioned by Todd Haynes in the Blu-ray commentary （页面存档备份，存于） （英文）
- 香港電影評論學會上《紫醉金迷 （页面存档备份，存于）》的影評 （繁體中文）
- 香港外語電影資料網上《紫醉金迷 （页面存档备份，存于）》的資料 （繁體中文）
- 開眼電影網上《絲絨金礦 （页面存档备份，存于）》的資料 （繁體中文）
- 豆瓣电影上《紫醉金迷》的資料 （简体中文）